# Liste der Kulturdenkmäler in Argenthal
In der Liste der Kulturdenkmäler in Argenthal sind alle Kulturdenkmäler der rheinland-pfälzischen Ortsgemeinde Argenthal aufgeführt. Grundlage ist die Denkmalliste des Landes Rheinland-Pfalz (Stand: 27. Oktober 2023).

## Einzeldenkmäler
| Bezeichnung                                   | Lage                                       | Baujahr                           | Beschreibung                                                                                          | Bild                           |
| --------------------------------------------- | ------------------------------------------ | --------------------------------- | --- | ------------------------------ |
| Katholische Filialkirche St. Johannes Baptist | Aulergasse 1 Lage                          | 1826                              | Saalbau, 1826, Sakristeianbau aus der zweiten Hälfte des 19. Jahrhunderts, Verlängerung 1949          | weitere Bilder Fotos hochladen |
| Evangelische Kirche                           | Turmgasse 6 Lage                           | 1770                              | Saalbau, 1770, Westturm und Verlängerung bezeichnet 1852; bauliche Gesamtanlage mit dem Friedhof      | weitere Bilder Fotos hochladen |
| Kriegerdenkmal                                | Turmgasse, bei Nr. 6 auf dem Friedhof Lage | erste Hälfte des 20. Jahrhunderts | Kriegerdenkmal, reliefierter Sandsteinpfeiler, Wappen Pfalz/Bayern, erste Hälfte des 20. Jahrhunderts | Fotos hochladen                |